# Identitäre Bewegung Österreich
Identitäre Bewegung Österreich (în română: Mișcarea Identitară Austria) este o mișcare naționalistă austriacă de extremă-dreapta. Influențată de Blocul Identitar francez, aceasta face parte din mișcările identitare paneuropene și reprezintă fracțiunea austriacă a organizației Generația Identitară.
IBÖ se opune liberalismului, internaționalismului, islamului, islamismului și multiculturalismului, și este un susținător al etnopluralismului. Este caracterizată drept parte a mișcării "Neue Rechte" de către câteva agenții guvernamentale și nonguvernamentale, printre care Biroul de Protecție a Constituției (BVT) și Centrului de Documentare a Rezistenței Austriece. De asemenea, aceasta are legături cu câteva mișcări iredentiste și cu scena neonazistă.

## Istoric
Prima organizație identitară austriacă a fost înființată în vara anului 2012 sub denumirea „WIR - Wiens Identitäre Richtung” (Noi - Școala Identitariană Vieneză) și a fost condusă de Alexander Markovics. Mai târziu în același an, Identitäre Bewegung Österreich a fost fondată de către Martin Sellner, Patrick Lenart, Alexander Markovics și alții. Apar pentru prima dată în mass-media națională în mai 2013 când au ocupat biserica Votivă din Viena pentru a protesta împotriva azilanților.
Pe 27 aprilie 2018, câteva locuri asociate Mișcării Identitare au fost cercetate de poliția austriacă și au fost inițiate investigații împotriva liderului Martin Sellner care era suspectat de formarea unui grup infracțional. În ziarul Österreich se preciza că și locuința lui Sellner și a cofondatorului Patrick Lenart au fost cercetate, punându-se sechestru pe computere și documente. Pe 4 iulie, zece membri și șapte simpatizanți au fost puși sub acuzare pentru susținerea unei „ideologii islamofobe, radicale și străine” și comercializarea materialelor de propagandă pe Internet. Aceștia au fost judecați în Graz pentru crimă organizată, incitare la violență, daune materiale și constrângere. 
Pe 26 iulie, tribunalul a concluzionat că IBÖ nu este o organizație criminală și toți acuzații au fost achitați de acuzațiile incitare la violență și crimă organizată, însă doi dintre ei au fost amendați pentru daune materiale, unul pentru constrângere și violență fizică.
Conform cancelarului austriac Sebastian Kurz, în martie 2019 guvernul austriac a luat în considerare dizolvarea IBÖ pe motiv că liderul său, Martin Sellner, a primit o donație de 1.500 euro de la Brenton Harrison Tarrant, australianul care a deschis focul în moscheea "Al Noor" și Centrul Islamic "Linwood" din Christchurch, Noua Zeelandă, eveniment în urma căruia și-au pierdut viața 51 de persoane și peste 50 au fost răniți. Totuși, ministrul austrian Herbert Kickl a declarat că suspectul nu a avut contacte personale cu grupurile de extremă-dreapta sau cu indivizi asociați acestora din Austria. Mai târziu însă s-a dezvăluit că Martin Sellner a avut un schimb de mesaje prin e-mail cu Brenton Harrison Tarrant între ianuarie 2018 și iulie 2018; într-unul dintre acestea se punea problema unei întâlniri la o bere sau cafea în Viena, iar în alta Sellner îi trimite lui Tarrant un link cu canalul său de YouTube.

## Ideologie
IBÖ se opune islamismului, multiculturalismului și susține entopluralismul. Organizație se împotrivește imperialismului american, parteneriatului cu OTAN și sancțiunilor internaționale impuse Rusiei. Din punct de vedere economic, membrii resping capitalismul, comunismul și socialismul în favoarea unei economii centriste, promovând o abordare sincretică a anticapitalismului și a politicilor antiglobaliste. Pe site-ul și pagina de Facebook a mișcării, aceștia menționează lucrările lui Aleksandr Dughin, Dominique Vener și Alain de Benoist drept influențe importante.